# Collegiate
Collegiate ist ein Song, der von Moe Jaffe und Nat Bonx geschrieben und 1925 veröffentlicht wurde.

## Hintergrund
Der als moderater Novelty Song in F-Dur geschriebene Song Collegiate hat die Form AAA'; er gilt als typisch für die Flapper-Songs der Roaring Twenties. Vorgestellt wurde er von Fred Waring's Pennsylvanians in Colleges; er erlangte aber erst dann größere Bekanntheit, als er in der Revue Gay Paree vorgestellt wurde, die am 18. August 1925 im New Yotker Shubert Theatre Premiere hatte.
Der Songtext, typisch für die 1920er-Jahre,  arbeitet mit zeittypischen Allusionen; im Liedtext werden etwa die griechischen Buchstaben Alpha, Beta, Delta (als Namen von Studentenverbindungen) und Namen von amerikanischen Universitäten (Harvard, Princeton, Yale, Cornell, Virginia) verwendet; hinzu kommen Nonsens-Wörter wie Milkshake, S'lami, P'strami, B'loni. Integraler Bestandteil des Songs sind Kontraktionen; so ist das erste Wort des Refrains C'llegiate. Gegenüber diesem Wortschwall ist die Musik des Lieds einfach strukturiert; jede A-Sektion beginnt mit einem F-Dur-Akkord, gefolgt von einem Dominantseptakkord.

## Erste Aufnahmen
Zu den ersten Musikern, die den Song ab 1925 aufnahmen, gehörten das Carl Fenton Orchestra, Ben Selvin, die California Ramblers, Carlyle Stevenson, in London Jean Wiener & Clément Ducet.  Eine deutschsprachige Fassung (Robes-Modes) nahm um 1925 das Odeon Tanz-Orchester (Saxophon-Orchester Dobbri) auf.

## Spätere Coverversionen und Verwendung in Filmen
Der Diskograf Tom Lord listet im Bereich des Jazz insgesamt 75 (Stand 2015) Coverversion u. a. von George Lewis, Pete Kelly, Marty Grosz, Sid Phillips, Kid Howard, Sammy Rimington, Phil Mason und verschiedenen europäischen und amerikanischen Revival-Bands.
Der Song fand in mehreren frühen Tonfilmen Verwendung, so in The Time, the Place and the Girl (Regie: Howard Bretherton, 1929) und in dem Marx Brothers Film Blühender Blödsinn (1932), wo ihn Chico Marx interpretierte.